# João Cândido Brazil
João Cândido Brazil (Angra dos Reis, 8 de março de 1848 - Angra dos Reis, 21 de janeiro de 1906) foi um Contra-Almirante e engenheiro naval brasileiro. É conhecido por ter planejado dezenas de embarcações para a Marinha do Brasil. Assumiu diversas pastas na armada, com destaque a diretoria do Arsenal de Marinha do Rio de Janeiro onde sob sua supervisão, construiu 26 navios de guerra, incluindo o maior já construído no país, o cruzador Tamandaré. Foi uma das vítimas fatais da explosão do encouraçado Aquidabã no dia 21 de janeiro de 1906.

## Biografia
João Cândido Brazil nasceu em Angra dos Reis, Rio de Janeiro, em 8 de março de 1848, filho de Joaquim Ribeiro Brazil e Luíza Angélica Ribeiro. Em 23 de fevereiro de 1863, Brazil iniciou seus estudos na Escola Naval. Posteriormente, foi promovido à Guarda-Marinha em 29 de novembro de 1865, em meio à Guerra do Paraguai. A bordo do encouraçado Barroso, participou de diversas batalhas da guerra, incluindo os combates contra as fortificações de Curupaiti, Humaitá, Timbó, Novo Estabelecimento e Tebicuarí, período em que foi promovido duas vezes. Após a guerra, já como Primeiro-Tenente, Brazil demonstrou habilidades na construção naval, obtendo o primeiro lugar em provas cujo resultado permitiu o ingresso em um curso de construção naval na Europa. Assim, partiu para o continente em 15 de junho de 1871, onde aperfeiçoou-se em alguns dos melhores estaleiros daquela época, a saber Armstrong, na Inglaterra, e Forges et Chantiers de la Mediterranée, na França. De volta ao Brasil em 1874, assumiu várias pastas na marinha, como o de Diretor das Construções Navais do Arsenal de Marinha de Pernambuco e Diretor das Construções Navais do Arsenal de Marinha de Ladário em 1875. No ano seguinte, casou-se com a pernambucana Thereza Gonçalves da Silva com quem teve cinco filhos.
Em 15 de dezembro de 1876, assumiu interinamente a diretoria do Arsenal de Marinha do Rio de Janeiro no lugar do engenheiro naval Napoleão João Baptista Level. Level teve relevante participação nas melhorias das instalações do arsenal, que transformaram-no em um dos estaleiros mais avançados do país, responsável pelas principais construções navais daquela época. Brazil, assumiu de forma definitiva a diretoria do arsenal em 1881. Durante sua diretoria, Brazil desenvolveu planos de 26 navios construídos no arsenal, destacando-se o cruzador Tamandaré, o maior navio de guerra construído no país, com 4 500 toneladas de deslocamento, título que perdura até a atualidade. Além disso, também foram construídas as primeiras embarcações inteiramente de ferro no Brasil. Tinha a particularidade de desenhar seus projetos utilizando unicamente os próprios punhos, sem os materiais de praxe. Após a proclamação da república em 1889, foi transferido para o Quadro Extraordinário de Oficiais, quadro destinado a abrigar oficiais especialistas. Em 20 de janeiro de 1891, foi promovido a Capitão de Mar e Guerra. Posteriormente, foi enviado para Europa e Estados Unidos para se especializar no estudo da construção de submarinos. Nesse meio tempo, em 21 de outubro de 1892, recebeu a patente de Contra-Almirante graduado. Retornou ou Brasil em 1894, assumindo o cargo de Diretor das Oficinas de Construção Naval de Marinha do Rio de Janeiro.
Brazil retornou à Europa em 1896 para fiscalizar a construção dos cruzadores Barroso, Almirante Abreu e  Amazonas, dos encouraçados Deodoro e Floriano e dos cruzadores-torpedeiros Tupy, Tymbira e Tamoyo, embarcações cujas especificações havia projetado. O engenheiro voltou ao país em 1899. Quatro anos depois exerceu sua última função na armada a de Inspetor Geral de Engenharia Naval. Faleceu no dia 21 de janeiro de 1906 a bordo do encouraçado Aquidabã, quando este estava atracado na Baía de Jacuecanga, em Angra dos Reis, e sofreu uma violenta explosão. Além dele, outros 111 da tripulação também perderam a vida. No dia 8 de julho de 2003, João Cândido Brazil foi nomeado Patrono do Corpo de Engenheiros da Marinha.